# Аракар
Аракар (исп. Aracar) —  вулкан. Располагается в провинции Сальта, Аргентина.
Аракар — стратовулкан, высотой 6082 метра. Находится на центральноандийском нагорье северо-востока Аргентины, недалеко от границы с Чили. У вулкана хорошо сохранился вершинный кратер, склоны вулкана неравномерные и крутые. Вулкан образовался в 3 этапа, начиная с эпохи плиоцена. Вулкан сложен преимущественно андезитами и дацитами. Застывшие лавовые потоки прослеживаются на расстоянии 10 км от вулкана и встречаются на высоте 4500 метров.
Сообщалось об извержении вулкана 1993 года. Но официально оно не зарегистрировано, т.к. есть вероятность, что поднявшиеся пыль у предгорий вулкана сочли за обильный камнепад.